# 도미닉 스콧
도미닉 스콧(Dominic Scott, 1979년 3월 15일 ~ )는 아일랜드의 기타리스트로, 킨에서 활동하기도 하였다.